# Horley
Horley är en stad och civil parish i grevskapet Surrey i sydöstra England. Staden ligger i distriktet Reigate and Banstead, strax norr om flygplatsen Gatwick. Den är belägen cirka 37,5 kilometer söder om centrala London och cirka 39 kilometer norr om Brighton. Tätorten (built-up area) hade 27 076 invånare vid folkräkningen år 2021.